# Nemobiopsis jabase
Nemobiopsis jabase är en insektsart som beskrevs av Otte, D. och Perez-gelabert 2009. Nemobiopsis jabase ingår i släktet Nemobiopsis och familjen syrsor. Inga underarter finns listade i Catalogue of Life.